# Гораєць-Заставе
Гораєць-Заставе (пол. Gorajec-Zastawie) — село в Польщі, у гміні Радечниця Замойського повіту Люблінського воєводства.
Населення — 392 особи (2011).
У 1975-1998 роках село належало до Замойського воєводства.

## Демографія
Демографічна структура станом на 31 березня 2011 року:
|          | Загалом | Допрацездатний вік | Працездатний вік | Постпрацездатний вік |
| -------- | ------- | ------------------ | ---------------- | -------------------- |
| Чоловіки | 201     | 24                 | 135              | 42                   |
| Жінки    | 191     | 29                 | 86               | 76                   |
| Разом    | 392     | 53                 | 221              | 118                  |